# هرمس ۴۵۰

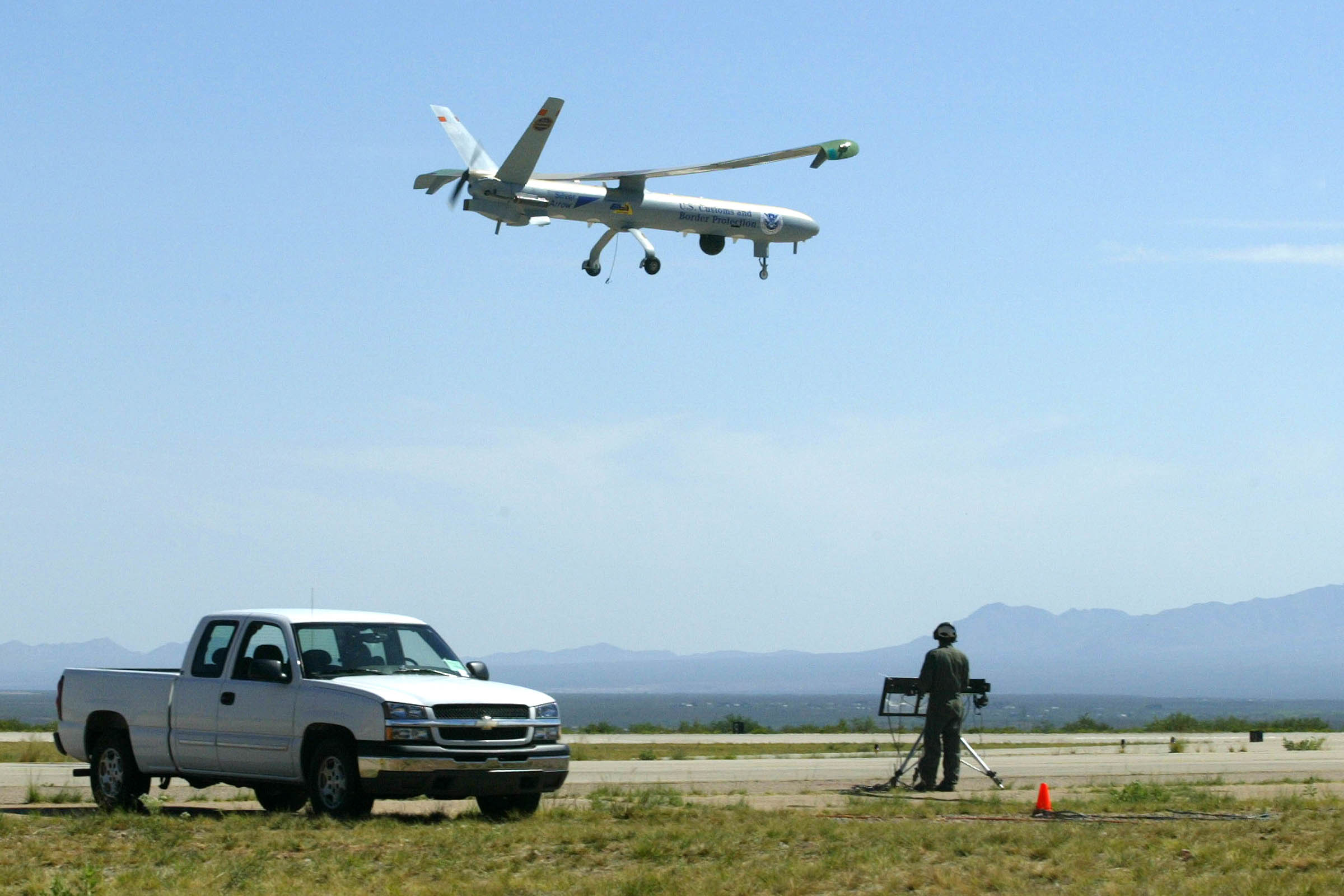
هرمس ۴۵۰ در حال بلند شدن

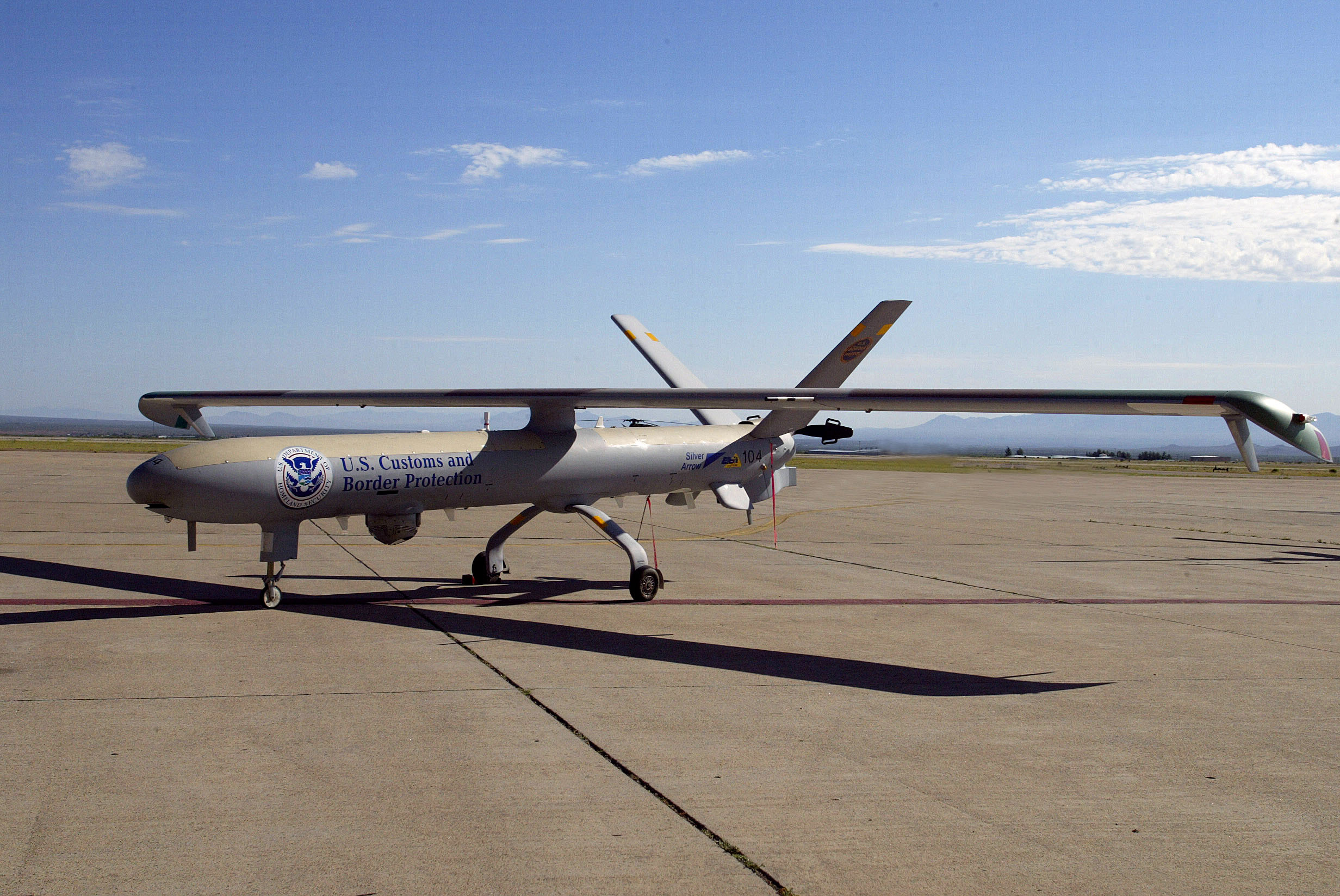
هرمس ۴۵۰ گارد حفاظت مرزی آمریکا

هرمس ۴۵۰ (به عبری: הרמס 450)، یک پهپاد چندمنظورهٔ تاکتیکی سایز متوسط است که جهت پروازهای طولانی در شرکت البیت سیستمز اسرائیل طراحی و توسعه یافته‌است. عملیات‌های شناسایی، پایش، مراقبت و رله ارتباطی مأموریت‌های اصلی این پهپاد هستند.
هرمس ۴۵۰ می‌تواند بین ۱۷ تا ۲۰ ساعت پرواز مداوم در ارتفاع ۱۸ هزار پایی داشته باشد و حداکثر برد عملیاتی آن ۳۰۰ کیلومتر است. طول این پهپاد ۶.۱ متر و فاصله بال‌های آن ۱۰.۵ متر است. وزن ناخالص آن ۴۵۰ کیلوگرم است و توانایی حمل یکصد کیلوگرم بار را دارد و می‌تواند با انجام تغییراتی ماهواره‌های ارتباطی را با خود حمل کند. نیروی محرکهٔ آن را یک موتور به قدرت ۵۲ اسب بخار تأمین می‌کند. حداکثر سرعت هرمس ۴۵۰ به ۱۷۶ کیلومتر در ساعت و سرعت کروز آن ۱۳۰ کیلومتر بر ساعت است. سقف پروازی این پهپاد ۵۴۸۶ متر و سرعت صعود آن ۴.۶ متر بر ثانیه است.
پهپاد هرمس ۹۰۰ با ارتقای طرح هرمس ۴۵۰ ساخته شده و در سال ۲۰۰۹ برای اولین بار به پرواز درآمد. شرکت تیلز نیز پهپاد واچ‌کیپر ۴۵۰ را بر اساس هرمس ۴۵۰ برای ارتش بریتانیا تولید کرده‌است.

## شکار توسط ایران
سپاه پاسداران انقلاب اسلامی در تاریخ یکشنبه ۲۴ آگوست ۲۰۱۴ اعلام کرد که یک فروند هواپیمای جاسوسی اسرائیل را پیش از ورود به حریم هسته‌ای نطنز با موشک سرنگون کرده‌است. پهپاد سرنگون شده از نوع «هرمس» بوده‌است. سپاه پاسداران اعلام کرده برخی قطعات پهپاد سالم است و آن‌ها در حال تحلیل اطلاعات آن هستند. یک پایگاه خبری اسرائیلی ادعا کرده پهپاد اسرائیلی از پایگاه هوایی نخجوان در جمهوری آذربایجان برخاسته و وارد حریم هوایی ایران شده‌است. سپاه تلویحاً این خبر را تأیید کرده‌است. وزارت دفاع جمهوری آذربایجان، ارتباط پهپاد اسرائیلی با این کشور را تکذیب کرده‌است.  ارتش اسرائیل از اظهار نظر دربارهٔ سرنگونی پهپاد اسرائیلی خودداری کرده‌است. در واکنش به این واقعه، حسین دهقان، وزیر دفاع ایران، در یک برنامه تلویزیونی گفت که هرگونه تجاوزی «پاسخ کوبنده و تمام کننده دریافت می‌کند».

## کاربران
هرمس ۴۵۰ علاوه بر استفاده در ارتش اسرائیل به کشورهای متعدد دیگری از جمله آذربایجان، برزیل، کلمبیا، کرواسی، قبرس، گرجستان، مکزیک، سنگاپور، بریتانیا و آمریکا نیز صادر شده‌است:
- جمهوری آذربایجان - جمهوری آذربایجان ۱۰ فروند هرمس ۴۵۰ را در سال ۲۰۰۸ خریداری کرد. در ۱۲ سپتامبر ۲۰۱۱ یکی از این پهپادها در آسمان جمهوری خودخوانده قره‌باغ سرنگون شد.[۱۲][۱۳]
- بوتسوانا [۱۴]
- برزیل - تا سال ۲۰۱۳ چهار فروند خریداری شده‌است.[۱۵]
- کلمبیا - در اوت ۲۰۱۲ قراردادی برای خرید تعدادی هرمس ۴۵۰ و هرمس ۹۰۰ امضا شد.[۱۶]
- کرواسی - دو فروند هرمس ۴۵۰ و دو فروند اسکای‌لارک در سال ۲۰۰۷ خریداری شدند.[۱۷]
- قبرس - نیروی هوایی قبرس، یک اسکادران هرمس ۴۵۰ در اختیار دارد.
- گرجستان - گرجستان از پهپادهای هرمس ۴۵ خود برای مأموریت‌های شناسایی بر فراز منطقه مورد مناقشه آبخاز استفاده کرده که تعدادی از آن‌ها در سال ۲۰۰۸ سرنگون شدند.
- مکزیک - نیروی هوایی مکزیک در سال ۲۰۰۹ تعدادی پهپاد هرمس ۴۵۰ خریداری کرد.[۱۸][۱۹]
- سنگاپور
- اسرائیل - برخی منابع گزارش داده‌اند که نیروی هوایی اسرائیل این پهپاد را به دو موشک ضدزره ای‌جی‌ام-۱۱۴ هل‌فایر یا (به گفته برخی منابع دو موشک مشابه ساخت شرکت رافائل) مجهز کرده و از آن در نقش هواگرد تهاجمی در جنگ لبنان ۲۰۰۶، جنگ‌های نوار غزه و حملات سال ۲۰۰۹ به سودان استفاده کرده‌است. منابع رسمی اسرائیل وجود چنین قابلیتی را تأیید یا تکذیب نکرده‌اند.[نیازمند منبع]

- بریتانیا - توپخانه نیروی زمینی ارتش بریتانیا از پهپادهای هرمس ۴۵۰ در جنگ افغانستان استفاده می‌کند و هشت فروند از آن‌ها در جریان این جنگ سرنگون شده‌اند. تا سپتامبر ۲۰۱۳ این پهپادها در مجموع ۷۰ هزار ساعت در افغانستان پرواز داشتند که معادل هشت سال پرواز بی‌وقفه است. هرمس‌های بریتانیایی تنها مدل این پهپاد هستند که به ژیروسکوپ لیزری در سامانه ناوبری اینرسیایی خود مجهز است. بریتانیایی‌ها همچنین مدل اصلاح‌شده‌ای از این پهپاد را با نام واچ‌کیپر ۴۵۰ ساخته‌اند که در شعبهٔ بریتانیایی شرکت فرانسوی تالس تولید شده‌است.
- ایالات متحده آمریکا - وزارت دفاع آمریکا، پهپادهای هرمس ۴۵۰ را برای برنامه‌های آزمایش و ارزیابی پهپاد استفاده می‌کند.

## حوادث
- سه دستگاه هرمس ۴۵۰ در طول جنگ لبنان در سال ۲۰۰۶ گم شدند، دو فروند به دلیل مشکلات فنی و یکی به دلیل خطای اپراتور.[۲۰]
- در ۱۱ ژوئیه ۲۰۱۵، یک پهپاد هرمس ۴۵۰ در نزدیکی بندر طرابلس در لبنان سقوط کرد. این پهپاد ۸ متر زیر آب بود و توسط ارتش لبنان بازیابی شد.[۲۱][۲۲]
- در ۳۱ مارس ۲۰۱۸، یک پهپاد هرمس ۴۵۰ به دلیل نقص فنی سقوط کرد. یک پهپاد اسراییلی دیگر پهپاد سقوط کرده را بمباران کرد. ارتش لبنان با صدور بیانیه ای اعلام کرد که پهپاد سقوط کرده مجهز به چهار مهمات منفجر نشده است. یک واحد فنی ارتش لبنان آن را منفجر کرد.[۲۳]
- در ۵ نوامبر ۲۰۲۳، در جریان درگیری‌های اسرائیل در لبنان مربوط به جنگ ۲۰۲۳ حماس، حزب‌الله یک پهپاد هرمس ۴۵۰ را که بر فراز نبطیه در جنوب لبنان که در حال پرواز بود، سرنگون کرد.[۲۴] بقایای هواپیمای بدون سرنشین بر فراز خانه‌هایی در شهرهای زبدین و حروف افتاد.[۲۵]
- در ۲۶ فوریه ۲۰۲۴، حزب الله یک پهپاد هرمس ۴۵۰ را با موشک زمین به هوا سرنگون کرد.[۲۶]

 در ۱ آوریل ۲۰۲۴، طبق گزارش ها، یک هواپیمای بدون سرنشین هرمس ۴۵۰ حملات موشکی انجام داد که منجر به کشته شدن هفت امدادگر آشپزخانه مرکزی جهانی در غزه شد.